# Silvia Matos
Silvia Matos (Las Palmas de Gran Canaria, 12 de enero de 1988) es una empresaria, comunicadora, diseñadora de lencería y activista por los derechos transgénero española.

## Vida y carrera
A la edad de 17 años se trasladó a Madrid para estudiar diseño de moda, pero sin embargo se enfrentó a una fuerte discriminación por parte de la industria una vez terminó la carrera, debido a su identidad de género, su aspecto físico y que su nombre no coincidiera con el que aparecía en su documento nacional de identidad.
Tras esta experiencia, y tras no encontrar lencería femenina que se ajustara a sus cualidades físicas como mujer trans, decidió emprender y lanzar la tienda online Translingerie, especializada en lencería para mujeres trans, que finalmente fundó en 2014. Empezó vendiendo estas prendas a sus amigas, y posteriormente se expandió hasta el punto de tener puntos de venta físicos en países como Noruega, Alemania, Francia y Reino Unido, así como en distintas ciudades de España (entre ellas Tenerife, Gran Canaria, Lanzarote, Pamplona y Bilbao). Así mismo, lanzó una línea de ropa interior para niños y adolescentes trans.
En julio de 2021 fue nombrada presidenta de la Asociación TransGirls, que vela por los derechos e igualdad de las mujeres trans, relevando en el cargo a Yuli Pérez, fundadora de la asociación.
En 2022 fue madrina de la primera gala nacional de Miss Trans España, que tuvo lugar el 26 de octubre en Madrid, y cuya ganadora representaría a España en Miss International Queen.